# Лук'янов Анатолій Іванович
Анато́лій Іва́нович Лук'я́нов (7 травня 1930 року, Смоленськ, РРФСР, СРСР — 9 січня 2019 року, Москва, Росія) — радянський партійний і державний діяч, російський політик. Член Центральної Ревізійної Комісії КПРС у 1981—1986 роках. Член ЦК КПРС у 1986—1991 роках. Останній Голова Верховної Ради СРСР (березень 1990 — вересень 1991), спочатку сподвижник першого і останнього Президента СРСР Михайла Горбачова, потім його опонент. З серпня 1991 по грудень 1992 року перебував під вартою у справі ГКЧП, був звинувачений у змові з метою захоплення влади й перевищенні влади, але в подальшому був амністований разом з іншими обвинуваченими у цій справі. Депутат Державної Думи Федеральних Зборів Російської Федерації з 1993 по 2003 роки від КПРФ. Поет.
Доктор юридичних наук (1979), професор МДУ імені Ломоносова (з 2004 року). Заслужений юрист Російської Федерації (2012).

## Біографія
Народився в родині військовослужбовця. Батько загинув на фронті.
Трудову діяльність розпочав у 1943 р. робочим оборонного заводу.
Школу закінчив у 1948 році з золотою медаллю. Як пише про Лук'янова в журналі «Русская жизнь» Олег Кашин: «В Москву з Смоленська він приїхав подаючим надії поетом, в активі якого були публікації в газетах на батьківщині і доброзичливий відгук Олександра Твардовського».
Закінчив юридичний факультет МДУ (1953), аспірант там же в 1953—1956 роках.
У 1956—1961 — старший консультант юридичної комісії при Раді Міністрів СРСР. У 1957 році був направлений юрисконсультом в Угорщину, потім — у Польщу. 1961—1976 — старший референт, заступник завідувача відділу Президії Верховної Ради СРСР з питань роботи Рад. У 1976—1977 рр. брав участь у підготовці проекту Конституції СРСР 1977 р.
У 1977—1983 роках начальник секретаріату Президії Верховної Ради СРСР. У 1983—1985 роках перший заступник завідувача, а в 1985—1987 роках завідувач Загального відділу ЦК КПРС. У 1987—1988 роках завідувач відділу адміністративних органів ЦК КПРС.
Докторську дисертацію захистив у 1979 році на тему «Державне право». У 1983 році присвоєно військове звання підполковник запасу.
У 1981—1986 роках — член Центральної Ревізійної комісії КПРС. У 1986—1991 роках — член ЦК КПРС. Секретар ЦК КПРС (28 січня 1987 року — 30 вересня 1988 року). Кандидат у члени Політбюро ЦК КПРС (30 вересня 1988 року — липень 1990 року).
З 1984 року — депутат Верховної Ради РРФСР, голова комісії законодавчих ініціатив. З 1985 року — депутат Верховної Ради СРСР, з 1989 р. по 1992 р. — народний депутат СРСР від КПРС, увійшов до складу ВР СРСР.
З жовтня 1988-го по травень 1989-го перший заступник голови Президії Верховної Ради СРСР. У 1989 році обраний 1-м заступником Голови Верховної Ради СРСР.
15 березня 1990 року Михайло Горбачов був обраний З'їздом народних депутатів Президентом СРСР. На посаді голови Верховної Ради його змінив Лук'янов.

### Участь у діяльностіГКЧП
Анатолій Лук'янов у своїх спогадах пише, що не вважав введення надзвичайного стану абсолютно виправданим. Про це він прямо говорив учасникам наради, що проходила в кабінеті прем'єр-міністра СРСР Валентина Павлова пізно ввечері 18 серпня. Сам він до складу Державного комітету з надзвичайного стану (ДКНС) не входив. 20 серпня група російських керівників (Руцький, Хасбулатов, Силаєв) зустрічалася в Кремлі з Анатолієм Лук'яновим. В ході зустрічі з російської сторони були висунуті вимоги, які зводилися до припинення діяльності ГКЧП, повернення до Москви Горбачова, але особливих загроз при цьому не висловлювалося. У Лук'янова склалося враження, що ці вимоги не носили ультимативного характеру". Відсутність ультимативності у вимогах відвідувачів Кремля говорило про їхнє бажання не загострювати ситуацію і тим самим утримати гекачепістів від спроб силових дій, а також не квапити події, тобто продовжити невизначеність ситуації, вигідної Білому дому. Колишній член ГКЧП Олег Бакланов зазначав: «Лук'янов займав дуже м'яку позицію, в той час як від Верховної Ради залежало дуже багато». Сам Лук'янов визнавав: «я не входив у ГКЧП із самого початку — у мене були інші погляди». Бакланов також там же відзначав той факт, що Лук'янова заарештували пізніше всіх інших учасників ГКЧП. За власною думкою Лук'янова, його заарештували тому, що «Горбачов і Єльцин боялися, що, якщо V З'їзд народних депутатів СРСР проведе він, депутати можуть звести нанівець всі результати серпневої перемоги демократії».
29 серпня Верховна Рада СРСР дала згоду на притягнення свого голови до кримінальної відповідальності і на його арешт.
З 29 серпня 1991 року по 14 грудня 1992 року Він перебував у слідчому ізоляторі «Матросская Тишина», після чого він був звільнений під підписку про невиїзд. 4 вересня 1991 був звільнений від обов'язків Голови Верховної Ради СРСР. 2 січня 1992 року депутатські повноваження Лук'янова були припинені у зв'язку з розпадом СРСР.
Спочатку Лук'янову пред'явили звинувачення в зраді Батьківщини. У листопаді обвинувачення було змінено на «змова з метою захоплення влади й перевищенні владних повноважень». Давати показання по справі ГКЧП він відмовився, оскільки не вважав себе винним і не міг контактувати з людьми, які, ігноруючи презумпцію невинності, вже в ході перших слідчих дій оголосили його «кримінальним злочинцем». Проти арешту Лук'янова виступив його колега, голова Верховної Ради РРФСР Руслан Хасбулатов, який через 2 роки теж опиниться за ґратами. У серпні 1992 прокуратура знову, тепер уже в третій раз, вирішила змінити свій підхід, повернувшись до звинувачень у «зраді Батьківщини» і додавши до нього ще різного роду посадові злочини.
1 травня 1993 р. разом з колишніми членами ГКЧП Геннадієм Янаєвим і Володимиром Крючковим брав участь у демонстрації, яка закінчилася сутичкою з міліцією.
23 лютого 1994 року постановою Державної Думи була оголошена амністія для всіх членів та прихильників ГКЧП, і кримінальну справу було припинено.

### Депутат Державної думи
У грудні 1993 року обраний депутатом Державної Думи першого скликання по одномандатному округу від Смоленської області, в 1995 році і 1999 році переобирався. У Держдумі першого скликання він був членом Комітету із законодавства і судово-правової реформи. В Держдумі другого скликання був головою Комітету із законодавства і судово-правової реформи. В Держдумі третього скликання з січня 2000 року по квітень 2002 року був головою, а після квітня 2002 року до кінця скликання — член Комітету з державного будівництва.

### КПРФ
З 1994 по 2000 рр. — член Президії ЦК КПРФ. У 2000 р. обраний головою Консультативної ради при ЦК КПРФ, з 2008 р. — почесний голова Консультативної ради при ЦК КПРФ.

### Викладацька робота
З 2004 року професор кафедри конституційного і муніципального права юридичного факультету МДУ імені М. В. Ломоносова.
Дійсний член Петровської академії наук і мистецтв, Академії адвокатури та Міжнародної академії інформатизації при ООН.

## Особисте життя
- Дружина — Л. Д. Лук'янова (нар. 1931), доктор біологічних наук, професор, член-кореспондент РАН.
- Дочка — Олена (нар. 1958), доктор юридичних наук, професор кафедри конституційного та муніципального права ВШЕ.

## Нагороди
- орден Жовтневої революції
- орден Трудового Червоного Прапора
- Заслужений юрист Російської Федерації[35]
- медаль ЦК КПРФ «90 років Великої Жовтневої соціалістичної Революції»
- інші медалі[36]
- зарубіжні нагороди
- Почесний громадянин міста-героя Смоленська (2000)[37]